# San Pellegrino (travhäst)
San Pellegrino, född den 8 februari 1996 i New Canaan i Connecticut, är en amerikansk travhäst som tävlade mellan 1998 och 2004. Han tränades och kördes av Jimmy Takter.

## Karriär
San Pellegrino föddes 1996 efter hingsten Valley Victory och undan stoet Self Supporting. 1997 såldes han på en hästauktion i Tattersalls i Kentucky till Jimmy Takter för 145 000 dollar. Han hette då Double Delight. Han tävlade mellan 1998 och 2004, och sprang in 2,7 miljoner kronor på 39 starter, varav 7 segrar, 11 andraplatser och 5 tredjeplatser.
San Pellegrino gjorde tävlingsdebut som tvååring och tävlade genast mot kulltoppen i USA. Som tvååring sprang San Pellegrino in 222 323 dollar på 12 starter, varav tre segrar. Han travade under tiden 2.00 (1.14,6) sju gånger. Han segrade bland annat i Matron Stakes, W.N.Reynolds Memorial och Arden Downs Stake. Han kom även på andra plats i Breeders Crown 2YO Colt & Gelding Trot bakom CR Commando som travade nytt världsrekord på tiden 1.53,2 (1.10,5). I loppet slog han blivande stjärnhästarna Self Possessed, Angus Hall och Enjoy Lavec.
Som treåring tog han en ny seger i Arden Downs Stake. Han var även tvåa i Yonkers Trot, en halv längd bakom segrande CR Renegade. Problem med magen gjorde att han missade större delen av treåringssäsongen.
Efter treåringssäsongen var han verksam som avelshingst i Ontario i Kanada, fram till 2004. Han återvände då till Jimmy Takter för att göra comeback på tävlingsbanorna. Efter säsongen 2004 avslutades hans tävlingskarriär. Han har därefter varit verksam som avelshingst i Sverige. 2015 exporterades han till Tjeckien. Han är far till bland annat San Pail, You Bet Hornline, Bandit Hornline och Cab Hornline.